# Grahamsville
Grahamsville es un área no incorporada (o aldea) ubicada en el condado de Sullivan en el estado estadounidense de Nueva York. Tiene una altura de 295 m sobre el nivel del mar.

## Geografía
Grahamsville se encuentra ubicado en las coordenadas 41°50′46″N 74°32′41″O / 41.84611, -74.54472.